# Mantispa tonkinensis
Mantispa tonkinensis is een insect uit de familie van de Mantispidae, die tot de orde netvleugeligen (Neuroptera) behoort. 
Mantispa tonkinensis is voor het eerst wetenschappelijk beschreven door Navás in 1930.